# Z25

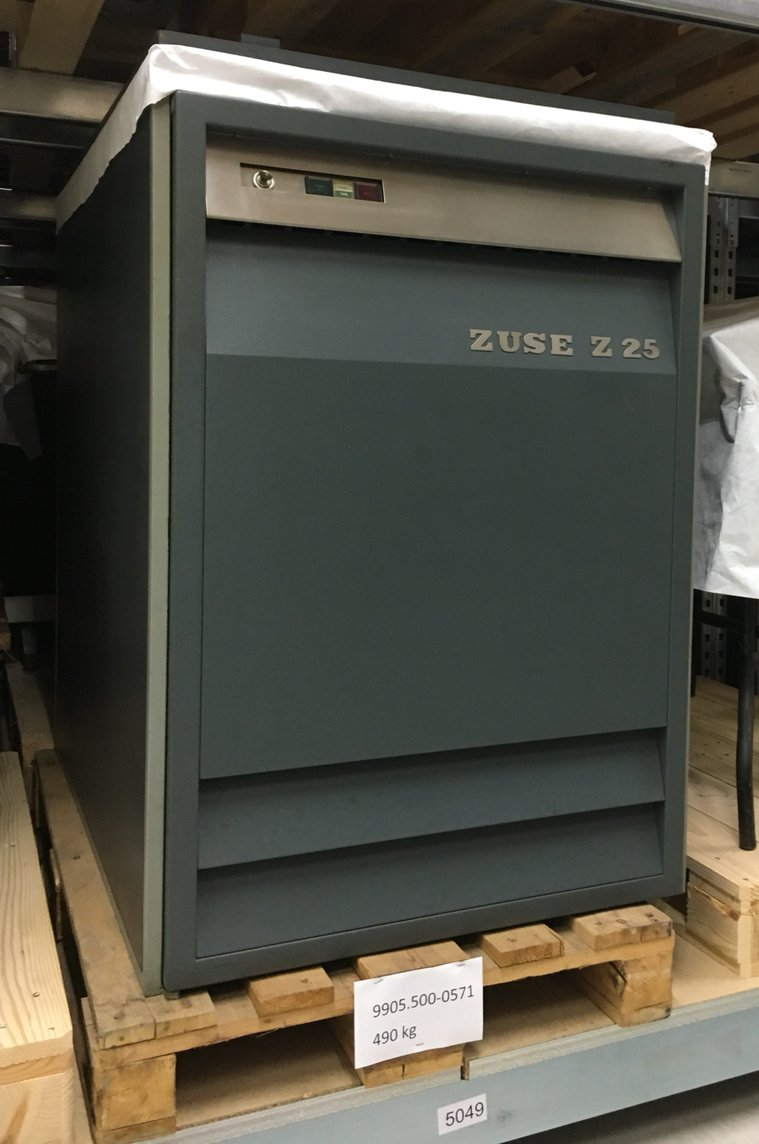
Z25 im Depot des Museums für Kommunikation Bern

Die Z25, auch Zuse Z25, war ein programmgesteuerter elektronischer Rechner der Zuse KG in Bad Hersfeld auf der Basis von Transistoren, der ab 1963 in Serie gebaut wurde. Die bei ihrer Auslieferung aufgetretenen Probleme trugen zum Niedergang und schließlich der Übernahme der Zuse KG bei.

## Technische Eigenschaften
Die Wortlänge der Z25 betrug mit 18 Bit nur knapp die Hälfte der bei Vorgängern wie der Z23 genutzten 40 Bit. Die Verarbeitung doppelter Wortlängen war möglich um Dezimalzahlen mit bis zu 10 Stellen darzustellen. 32.768 Adressen konnten angewählt werden. Der Rechner verfügte zum einen über einen fest verdrahteten Speicher für Standardprogramme. Als Arbeitsspeicher diente ein Ferritkernspeicher. Die maximale Größe dieses Speichers betrug 16.383 Worte. Ein im Gegensatz zum fest verdrahteten Speicher frei programmierbarer Programmspeicher hatte eine Größe von maximal 4096 Worten.
Der Rechner konnte bei 180 kHz Taktfrequenz circa 7100 Rechenoperationen pro Sekunde durchführen. Mehrere Zuse Z25 konnten zu einem Mehrrechnersystem zusammengeschaltet werden.

## Peripheriegeräte
Die Zuse Z25 konnte zur Steuerung und Datenerfassung externer Geräte eingesetzt werden. Voraussetzung dafür war ein System zur Programmunterbrechung durch andere Geräte mit bis zu 32 Kanälen.
Ein- und Ausgaben konnten mittels Fernschreibmaschine, Lochstreifen und Lochkarten erfolgen, Ausgaben auch über einen Zeichendrucker. Als Massenspeicher war ein Trommelspeicher vorhanden sowie ein Magnetbandspeicher nutzbar. Der Trommelspeicher hatte eine Speicherkapazität von 17.664 Z25-Wörtern. Die Übertragungsgeschwindigkeit betrug 6900 Wörter pro Sekunde. Der Magnetbandspeicher hatte eine Kapazität von einer Million Z25-Wörtern und eine Übertragungsgeschwindigkeit von rund 33.000 Z25-Wörtern pro Sekunde.
Eine Besonderheit der Z25 war, dass sie den Graphomat Z64, eine Zeichenmaschine der Zuse KG, direkt on-line ansteuern konnte. Hierdurch entfiel die indirekte Übertragung über Lochstreifen und -karten, wenngleich diese weiterhin möglich war.

## Verwendung
Der Rechner wurde auf der Hannover-Messe 1963 vorgestellt und war spätestens ab diesem Jahr verfügbar. Es wurden insgesamt 128 Exemplare gefertigt.
Zur Konstruktion waren neue Transistoren verwendet worden, die ein anderes Lötverfahren erforderten. Das Team der Zuse KG war sich dessen jedoch nicht bewusst. In der Folge kam es zu Verzögerungen bei der Auslieferung, die mit einem hohen finanziellen Schaden verbunden waren, was zum Niedergang des Unternehmens und schließlich seiner Übernahme beigetragen hatte.
Eine Zuse Z25 befand sich unter anderem am Mineralogischen Institut der Universität Marburg. Dieser Rechner wurde zur Steuerung mehrerer Einkristalldiffraktometer eingesetzt. Die auf den Daten beruhenden Kristallstrukturanalysen wurden von Rudolf Allmann, Hans Burzlaff, Erwin Hellner und Werner Fischer unter anderem auf einer Telefunken TR4 gerechnet.